# III Legislatura de la Asamblea Nacional de Venezuela
La III Legislatura de la Asamblea Nacional de Venezuela inició el 5 de enero de 2011, de acuerdo a los escaños obtenidos por los partidos políticos en las elecciones del 26 de septiembre de 2010, y las posteriores modificaciones a causa de: la pérdida de la investidura parlamentaria; la designación o elección popular del diputado en otro cargo público; la suspensión e inhabilitación para ejercer el cargo de diputado durante un proceso penal —luego del levantamiento de la inmunidad parlamentaria—; el cambio de afiliación o partido político —conocido como transfuguismo—; por fallecimiento del diputado, entre otros. La legislatura finalizó el 5 de enero de 2016.

## Cambios en la composición de la Asamblea Nacional
El 5 de enero de 2011 se inició el período constitucional del Poder Legislativo Nacional, con un total de 165 diputados electos en septiembre de 2010. La composición inicial de la Asamblea Nacional se divide en dos coaliciones: la bancada «oficialista» que apoya al presidente Hugo Chávez y a la Revolución Bolivariana, con una mayoría simple de 98 diputados y la bancada «opositora» integrada por diputados de la Mesa de la Unidad Democrática (MUD) con 67 escaños, incluyendo los dos diputados de Patria Para Todos (PPT) y cuya importancia recae en que ese partido podía apoyar o evitar la aprobación de leyes habilitantes, que requieren de las tres quintas partes de los integrantes de la Asamblea Nacional, es decir, la mayoría calificada de 99 diputados. En julio de 2012, los dos diputados del PPT, Nirma Guarulla y Julio Ygarza, cambiaron su afiliación política al nuevo partido Movimiento Progresista de Venezuela (MPV), pero continuaron en la bancada parlamentaria de la MUD.
En marzo de 2012, luego de la expulsión del entonces gobernador de Monagas, José Gregorio Briceño, del Partido Socialista Unido de Venezuela (PSUV), los diputados Nelson Rodríguez Parra, Jesús Enrique Domínguez y María Mercedes Aranguren —que formaban parte del PSUV— se declararon «diputados independientes» y anunciaron la conformación de la fracción parlamentaria «Monagas Patriota». Antes de las elecciones presidenciales de 2012, el diputado William Ojeda (electo por UNT) anunció su desincorporación de las filas de la MUD, por no apoyar un supuesto «paquetazo económico» propuesto por la coalición opositora y reconoció el «acento social» de las políticas del presidente Hugo Chávez, mientras que después de dichos comicios, el también diputado Jesús Paraqueima (electo por PODEMOS y luego militante del MPV) anunciaría su desincorporación del bloque parlamentario de la Mesa de la Unidad Democrática, formando junto a William Ojeda una denominada «fracción independiente» —cercana al oficialismo—, pero posteriormente los diputados Ojeda y Paraqueima decidieron sumarse al grupo parlamentario del PSUV.
En febrero de 2013, el diputado Hernán Núñez (electo por el partido Voluntad Popular) se separó de la Mesa de la Unidad Democrática, con declaraciones en contra de dirigentes de la coalición opositora, en particular con el excandidato presidencial Henrique Capriles, para luego manifestar su apoyo al presidente Hugo Chávez y se incorporó a la bancada parlamentaria del PSUV. En agosto de 2013, los diputados suplentes Ricardo Sánchez, Carlos Vargas y Andrés Álvarez formalizaron la fundación del movimiento político opositor Alianza para el Cambio, luego que el año anterior se distanciaron de la MUD, después de las elecciones presidenciales.
En noviembre del año 2013, la plenaria de la Asamblea Nacional aprobó por mayoría simple el levantamiento de la inmunidad parlamentaria de la diputada María Mercedes Aranguren, luego que el Tribunal Supremo de Justicia decidiera que había mérito para su enjuiciamiento por la presunta comisión de los delitos de peculado doloso propio, asociación para delinquir y legitimación de capitales. En sustitución de la diputada Aranguren fue incorporado su suplente, Carlos Flores (del PSUV), lo que permitió que la bancada socialista alcanzara la mayoría calificada de 99 diputados, necesaria para aprobar la Ley Habilitante solicitada por el presidente Nicolás Maduro.

## Bancadas
El siguiente cuadro muestra la composición de la Asamblea Nacional, con las modificaciones realizadas por el retiro de diputados, fallecimiento y cambio de afiliación política o partido político, entre otros, para el período constitucional legislativo 2011-2016. [[Archivo:Asamblea Nacional Venezuela 2010.svg|270px|thumb|{{leyenda|#ff0000|Escaños de acuerdo a las elecciones parlamentarias de 2010:  98   Gran Polo Patriótico (GPP)  65   Mesa de la Unidad Democrática (MUD)  2   Patria Para Todos (PPT)]]

leyenda|#ff0000|Escaños de acuerdo a las elecciones parlamentarias de 2010:
Gran Polo Patriótico (GPP)
Mesa de la Unidad Democrática (MUD)
Patria Para Todos (PPT)

| Partido político                                        | Siglas        | Carácter          | Diputados principales | Diputados suplentes |
| ------------------------------------------------------- | ------------- | ----------------- | --------------------- | ------------------- |
| Partido Socialista Unido de Venezuela                   | PSUV          | Nacional          | 96                    | 73                  |
| Partido Comunista de Venezuela                          | PCV           | Nacional          | 3                     | 8                   |
| Alianza para el Cambio                                  | APC           | Nacional          | 1                     | 2                   |
| Bloque opositor                                         | MUD           | MUD               | 100                   | 83                  |
| Acción Democrática                                      | AD            | Nacional          | 13                    | 18                  |
| Un Nuevo Tiempo Contigo                                 | UNTC          | Nacional          | 12                    | 11                  |
| Movimiento Primero Justicia                             | MPJ           | Nacional          | 9                     | 5                   |
| Comité de Organización Política Electoral Independiente | COPEI         | Nacional          | 7                     | 7                   |
| Proyecto Venezuela                                      | PRVZL         | Nacional          | 3                     | 3                   |
| La Causa Radical                                        | LA CAUSA R    | Nacional          | 3                     | 1                   |
| Movimiento Progresista de Venezuela                     | MPV           | Nacional          | 2                     | 3                   |
| Avanzada Progresista                                    | AP            | Nacional          | 1                     | 2                   |
| Alianza Bravo Pueblo                                    | ABP           | Nacional          | 1                     | 1                   |
| Convergencia                                            | CONVERGENCIA  | Regional          | 1                     | 1                   |
| Movimiento al Socialismo                                | MAS           | Nacional          | 0                     | 2                   |
| Voluntad Popular                                        | VP            | Nacional          | 0                     | 1                   |
| Bloque independiente                                    | Ind           | Ind               | 53                    | 56                  |
| Independientes                                          | Independiente | Nacional/Regional | 10                    | 6                   |
| Monagas Patriota                                        | MIGATO        | Regional          | 2                     | 2                   |
| TOTAL                                                   | TOTAL         | TOTAL             | 165                   | 147                 |

## Diputados por partido
| N.º | Diputado                      | Entidad Federal   | Partido actual | Partido original | Observaciones | (Partido) Suplente                 |
| --- | ----------------------------- | ----------------- | -------------- | ---------------- | --- | ---------------------------------- |
| 1   | César Sanguinetti             | Amazonas          | PSUV           |                  | Integrante de Comisión Permanente de Pueblos Indígenas. | (PSUV) José Gregorio Díaz          |
| 2   | Earle Herrera                 | Estado Anzoátegui | PSUV           |                  | Integrante de Comisión Permanente de Poder Popular y Medios de Comunicación. Integrante del Parlamento del Mercosur. Diputado desde el año 2006. Constituyente de la República Bolivariana de Venezuela. | (PCV) Diluvina Cabello             |
| 3   | Cristóbal Jiménez             | Apure             | PSUV           |                  | Integrante de Comisión Permanente de Cultura y Recreación (Vicepresidente). Diputado desde el año 2006. Constituyente de la República Bolivariana de Venezuela. Cantante de música Llanera. | (PSUV) Aníbal Espejo               |
| 4   | Héctor Orlando Zambrano       | Apure             | PSUV           |                  | Integrante de Comisión Permanente de Finanzas y Desarrollo Económico. | (PSUV) Carmen Mileydis Fuentes     |
| 5   | Juan García                   | Apure             | PSUV           |                  | Integrante de Comisión Permanente de Poder Popular y Medios de Comunicación. | (PSUV) Rafael Delgado              |
| 6   | Jhonny Gonzáles Salguero      | Apure             | PSUV           |                  | Integrante de Comisión Permanente de Poder Popular y Medios de Comunicación. | (PSUV) Wilfredo Gonzales           |
| 7   | María León                    | Aragua            | PSUV           |                  | Integrante de Comisión Permanente de la Familia (Presidenta). Exministra del Poder Popular para la Mujer y la Igualdad de Género (2009). Dirigente feminista. | (PCV) Douglas Gómez                |
| 8   | Rosa León                     | Aragua            | PSUV           |                  | Integrante de Comisión Permanente de Contraloría. | (PSUV) Willians León               |
| 9   | José Gregorio Hernández       | Aragua            | PSUV           |                  | Integrante de Comisión Permanente de Ambiente, Recursos naturales y Cambio climático. Exdiputado al Parlamento Latinoamericano (2006). | (PSUV) Hugo Sosa                   |
| 10  | Betty Croquer                 | Aragua            | PSUV           |                  | Integrante de Comisión Permanente de Ciencia, Tecnología e Innovación (Vicepresidenta). Entra como Diputada principal el 30 de agosto de 2011, en sustitución de Carlos Escarrá, al este ser designado procurador general de la República. | No tiene suplente                  |
| 11  | Elvis Amoroso                 | Aragua            | PSUV           |                  | Integrante de Comisión Permanente de Política Interior (Presidente). Diputado desde el año 2006. Constituyente de la República Bolivariana de Venezuela. | No tiene suplente                  |
| 12  | Geovanni Peña                 | Barinas           | PSUV           |                  | Integrante de Comisión Permanente de Ciencia, Tecnología e Innovación. Diputado desde el año 2006. | (PSUV) Ana Morales                 |
| 13  | Jesús Graterol                | Barinas           | PSUV           |                  | Integrante de Comisión Permanente de Energía y Petróleo. Diputado desde el año 2006. | (PSUV) Ysmelda Montilla            |
| 14  | Eduardo Lima                  | Barinas           | PSUV           |                  | Integrante de Comisión Permanente de Cultura y Recreación. | (PSUV) Keissy Gómez                |
| 15  | Zulay Martínez                | Barinas           | PSUV           |                  | Integrante de Comisión Permanente de Desarrollo Social Integral. | (PSUV) Elena Mora                  |
| 16  | Rosalba Vivas                 | Barinas           | PSUV           |                  | Integrante de Comisión Permanente de Cultura y Recreación. Entra como Diputada principal en 2013, en sustitución de Maigualida Santana, al esta ser elegida Alcaldesa del Municipio Ezequiel Zamora de Barinas. | No tiene suplente                  |
| 17  | Victoria Mata                 | Bolívar           | PSUV           |                  | Integrante de Comisión Permanente de Cultura y Recreación. Exministra del Poder Popular para el Deporte (2008). | (PSUV) José Ramón Rivero           |
| 18  | Adel el Zabayar               | Bolívar           | PSUV           |                  | Integrante de Comisión Permanente de Defensa y Seguridad. Entra como diputado principal el 13 de diciembre de 2011, en sustitución de Rafael Gil Barrios, al este ser designado presidente de la CVG. Es presidente de la Federación de Entidades y Asociaciones Árabes de Venezuela (FEARAB). | No tiene suplente                  |
| 19  | Tito Oviedo                   | Bolívar           | PSUV           |                  | Integrante de Comisión Permanente de Administración y Servicios. | (PSUV) Alejandro Valdez            |
| 20  | Richard Rosa                  | Bolívar           | PSUV           |                  | Integrante de Comisión Permanente de Energía y Petróleo. | (PSUV) Yumelis Viloria             |
| 21  | Nancy Ascencio                | Bolívar           | PSUV           |                  | Integrante de Comisión Permanente de Contraloría. Ex-Gerente de Desarrollo Endógeno de CVG Carbonorca. | No tiene suplente                  |
| 22  | Liris Sol Velásquez           | Bolívar           | PSUV           |                  | Integrante de Comisión Permanente de la Familia. Desempeñó funciones en la Alcaldía del Municipio Caroní. Educadora | (PSUV) Argenis Moreno              |
| 23  | Lesbia Castillo               | Carabobo          | PSUV           |                  | Integrante de Comisión Permanente de Contraloría. Entra como Diputada principal en 2012, en sustitución de Francisco Ameliach, al este ser electo Gobernador del Estado Carabobo. | (PCV) Eduardo Linarez              |
| 24  | Miriam Pérez                  | Carabobo          | PSUV           |                  | Integrante de Comisión Permanente de Ciencia, Tecnología e Innovación. | (PSUV) Xiomara Luna                |
| 25  | Héctor Agüero                 | Carabobo          | PSUV           |                  | Integrante de Comisión Permanente de Política Interior. Coordinador regional del PSUV en el Estado Carabobo. | No tiene Suplente                  |
| 26  | José Ávila                    | Carabobo          | PSUV           |                  | Integrante de Comisión Permanente de Finanzas y Desarrollo Económico. | (PSUV) Thaer Hasan                 |
| 27  | Saúl Ortega                   | Carabobo          | PSUV           |                  | Integrante de Comisión Permanente de Política Exterior, Soberanía e Integración (Vicepresidente). Integrante del Parlamento del Mercosur. Diputado desde el año 2006. | (PSUV) Dheliz Álvarez              |
| 28  | Asdrubal Colina               | Carabobo          | PSUV           |                  | Integrante de Comisión Permanente de Cultos y Régimen Penitenciario. | (PSUV) Yonder Silva                |
| 29  | Loidy Herrera                 | Cojedes           | PSUV           |                  | Integrante de Comisión Permanente de Desarrollo Social Integral. | (PSUV) Hayden Pirela               |
| 30  | Alejandro Villanueva          | Cojedes           | PSUV           |                  | Integrante de Comisión Permanente de Ciencia, Tecnología e Innovación. | (PSUV) Jackson Páez                |
| 31  | Henry Hernández               | Delta Amacuro     | PSUV           |                  | Integrante de Comisión Permanente de Política Interior. Diputado desde el año 2006. Dirigente de UPV. | (PSUV) Lorenzo Devera              |
| 32  | Carlos Gómez                  | Delta Amacuro     | PSUV           |                  | Integrante de Comisión Permanente de Ambiente, Recursos naturales y Cambio climático. Entra como diputado principal en 2012, en sustitución de Yelitze Santaella, al este ser electa Gobernadora del Estado Monagas. | No tiene suplente                  |
| 33  | Alfredo Rojas                 | Delta Amacuro     | PSUV           |                  | Integrante de Comisión Permanente de Cultos y Régimen Penitenciario. | (PSUV) Jesús Jiménez               |
| 34  | Loa Tamaronis                 | Delta Amacuro     | PSUV           |                  | Integrante de Comisión Permanente de Pueblos Indígenas. Diputado desde el año 2006. | (PSUV) Narciso Mata                |
| 35  | Tania Díaz                    | Distrito Capital  | PSUV           |                  | Integrante de Comisión Permanente de Poder Popular y Medios de Comunicación (Presidenta). Entra como Diputada principal el 2 de febrero de 2012, en sustitución de Cilia Flores, al esta ser designada Procuradora General de la República. | No tiene suplente                  |
| 36  | Eduardo Piñate                | Distrito Capital  | PSUV           |                  | Integrante de Comisión Permanente de Desarrollo Social Integral. Entra como diputado principal en 2012, en sustitución de Aristóbulo Istúriz, al este ser electo Gobernador del Estado Anzoátegui. | No tiene suplente                  |
| 37  | Freddy Bernal                 | Distrito Capital  | PSUV           |                  | Integrante de Comisión Permanente de Política Interior. Exalcalde del Municipio Libertador de Caracas (2000 y 2004). | (PSUV) Desirée Santos Amaral       |
| 38  | Juan Bautista Contreras       | Distrito Capital  | PSUV           |                  | Integrante de Comisión Permanente de Desarrollo Social Integral. Entra como diputado principal en 2014, tras el asesinato del diputado Robert Serra. | No tiene suplente                  |
| 39  | Jesús Faría                   | Distrito Capital  | PSUV           |                  | Integrante de Comisión Permanente de Finanzas y Desarrollo Económico (Vicepresidente). Integrante del Parlamento del Mercosur. Economista. Profesor de la UCV y UBV. | (PSUV) Ziomara Lucena              |
| 40  | Darío Vivas                   | Distrito Capital  | PSUV           |                  | Forma parte de la Junta Directiva, como Primer Vicepresidente de la Asamblea Nacional (2012). Integrante de Comisión Permanente de Poder Popular y Medios de Comunicación. Diputado desde el año 2006. | (PSUV) Antonieta de Stefano        |
| 41  | Juan Carlos Alemán            | Distrito Capital  | PSUV           |                  | Integrante de Comisión Permanente de Política Interior. Diputado desde el año 2006. | (PSUV) Carlos Sierra               |
| 42  | Fernando Soto Rojas           | Falcón            | PSUV           |                  | Integrante de Comisión Permanente de Energía y Petróleo (Presidente). expresidente de la Asamblea Nacional (2011). Como diputado de mayor edad, le correspondió dirigir la primera sesión de la Asamblea el 05/01/2011. Integrante del Parlamento del Mercosur. Ex-Secretario General de La Liga Socialista y Exguerrillero. | (PSUV) Aleydys «La Chiche» Manaure |
| 43  | Alexis Rodríguez              | Falcón            | PSUV           |                  | Integrante de Comisión Permanente de Cultos y Régimen Penitenciario (Presidente). Entra como diputado principal el 12 de agosto de 2014, en sustitución de Andrés Eloy Méndez, al este ser designado Superintendente Nacional para la Defensa de los Derechos Socioeconómicos. | No tiene suplente                  |
| 44  | Jesús Montilla                | Falcón            | PSUV           |                  | Integrante de Comisión Permanente de Contraloría (Vicepresidente). Exgobernador del Estado Falcón (2000 y 2004). Esposo de la Gobernadora Stella Lugo. | (PSUV) Ramón Mora                  |
| 45  | Henry Ventura                 | Falcón            | PSUV           |                  | Integrante de Comisión Permanente de Desarrollo Social Integral (Vicepresidente). | No tiene suplente                  |
| 46  | Jesús Cepeda                  | Guárico           | PSUV           |                  | Integrante de Comisión Permanente de Política Exterior, Soberanía e Integración. Integrante del Parlamento del Mercosur. | (PSUV) Dilia Mejías                |
| 47  | Róger Cordero Lara            | Guárico           | PSUV           |                  | Integrante de Comisión Permanente de Energía y Petróleo (Vicepresidente). General retirado de la Aviación Militar Bolivariana. | (PSUV) Juan Marín                  |
| 48  | José Alfredo Ureña            | Guárico           | PSUV           |                  | Integrante de Comisión Permanente de Finanzas y Desarrollo Económico. | (PSUV) Nidia Loreto                |
| 49  | Pedro Carreño                 | Lara              | PSUV           |                  | Integrante de Comisión Permanente de Contraloría (Presidente). Entra como diputado principal en 2012, en sustitución de Luis Reyes Reyes, al este ser designado presidente de CorpoLara. Exministro del Poder Popular para Interior, Justicia y Paz (2006). | (PSUV) José Zerpa                  |
| 50  | Alexander Torrealba           | Lara              | PSUV           |                  | Integrante de Comisión Permanente de Cultos y Régimen Penitenciario. | (PSUV) Leobardo Acurero            |
| 51  | Francisco Martínez            | Lara              | PSUV           |                  | Integrante de Comisión Permanente de Administración y Servicios. | (PSUV) Linda Amaro                 |
| 52  | Isabel Lameda                 | Lara              | PSUV           |                  | Integrante de Comisión Permanente de Contraloría. | (PSUV) Honorio Dudamel             |
| 53  | Julio Chávez                  | Lara              | PSUV           |                  | Integrante de Comisión Permanente de Poder Popular y Medios de Comunicación (Vicepresidente). | (PSUV) Germán Ferrer               |
| 54  | Alexander Dudamel             | Lara              | PSUV           |                  | Integrante de Comisión Permanente de Finanzas y Desarrollo Económico. | (PSUV) Miguel Valecillos           |
| 55  | Diógenes Andrade              | Mérida            | PSUV           |                  | Integrante de Comisión Permanente de Energía y Petróleo. | (PSUV) Carmen Urdaneta             |
| 56  | Mary Mora                     | Mérida            | PSUV           |                  | Integrante de Comisión Permanente de la Familia (Vicepresidenta). Entra como Diputada principal en 2012, en sustitución de Alexis Ramírez, al este ser electo Gobernador del Estado Mérida. | No tiene suplente                  |
| 57  | Ramón Lobo                    | Mérida            | PSUV           |                  | Integrante de Comisión Permanente de Finanzas y Desarrollo Económico. | (PSUV) Antonio Santiago            |
| 58  | Guido Ochoa                   | Mérida            | PSUV           |                  | Integrante de Comisión Permanente de Ciencia, Tecnología e Innovación (Presidente). Ex-Decano de la UNEFA (Núcleo Mérida). | (PSUV) Gabriel Hernández           |
| 59  | Luis Camargo                  | Miranda           | PSUV           |                  | Integrante de Comisión Permanente de Defensa y Seguridad. Entra como diputado principal en 2012, en sustitución de Héctor Navarro, al este ser designado Ministro del Poder Popular para la Energía Eléctrica. | (PCV) José Rivero                  |
| 60  | Juan Soto                     | Miranda           | PSUV           |                  | Integrante de Comisión Permanente de Contraloría. | (PSUV) Augusto Montiel             |
| 61  | Marleny Contreras             | Miranda           | PSUV           |                  | Integrante de Comisión Permanente de Finanzas y Desarrollo Económico. Integrante del Parlamento del Mercosur. Esposa del Diputado Diosdado Cabello. | (PSUV) José Vicente Rangel Ávalos  |
| 62  | Modesto Ruíz                  | Miranda           | PSUV           |                  | Integrante de Comisión Permanente de Política Interior. Diputado desde el año 2006. | (PSUV) Iroshima Bravo              |
| 63  | Claudio Farías                | Miranda           | PSUV           |                  | Integrante de Comisión Permanente de Administración y Servicios (Presidente). expresidente del Metro de Caracas | (PSUV) Jesús Gonzáles              |
| 64  | Elio Serrano                  | Miranda           | PSUV           |                  | Integrante de Comisión Permanente de Administración y Servicios. | (PSUV) Carlos Echezuria            |
| 65  | Diosdado Cabello              | Monagas           | PSUV           |                  | Forma parte de la Junta Directiva, como Presidente de la Asamblea Nacional (2012). Integrante de Integrante de Comisión Permanente de Administración y Servicios. Ocupó los cargos de Vicepresidente Ejecutivo (2000-2001), Presidente Interino (2002), Ministro de la Secretaria de la Presidencia (2002), Ministro Interior y Justicia (2002-2003), Ministro de Obras Públicas (2003-2004 / 2009-2010), y Gobernador del Estado Miranda (2004-2008).              | (PSUV) Ricaurte Leonett            |
| 66  | Orangel López                 | Monagas           | PSUV           |                  | Integrante de Comisión Permanente de Energía y Petróleo. | (MIGATO) Diego Pérez               |
| 67  | William Fariñas               | Nueva Esparta     | PSUV           |                  | Integrante de Comisión Permanente de Defensa y Seguridad (Presidente). Excandidato a la Gobernación del Estado Nueva Esparta. | (PCV) Febres Rodríguez             |
| 68  | Blanca Eekhout                | Portuguesa        | PSUV           |                  | Forma parte de la Junta Directiva, como Segunda Vicepresidenta de la Asamblea Nacional (2011). Integrante de Comisión Permanente de Poder Popular y Medios de Comunicación. Integrante del Parlamento del Mercosur. Exministra de comunicación e información (2009) | (PCV) Pedro Eusse                  |
| 69  | Silvio Mora                   | Portuguesa        | PSUV           |                  | Integrante de Comisión Permanente de Ambiente, Recursos naturales y Cambio climático. | (PSUV) Iván Abreu                  |
| 70  | Enzo Cavallo Russo            | Portuguesa        | PSUV           |                  | Integrante de Comisión Permanente de Energía y Petróleo. | (PSUV) César Molina                |
| 71  | Nelson Escobar                | Portuguesa        | PSUV           |                  | Integrante de Comisión Permanente de Ambiente, Recursos naturales y Cambio climático. | (PSUV) Willian Pérez               |
| 72  | César Gonzáles                | Portuguesa        | PSUV           |                  | Integrante de Comisión Permanente de Ambiente, Recursos naturales y Cambio climático (Vicepresidente). | (PSUV) Francisco Torrealba         |
| 73  | Amanda Jiménez                | Sucre             | PSUV           |                  | Integrante de Comisión Permanente de Defensa y Seguridad. Entra como Diputada principal en 2012, en sustitución de Luis Acuña, al este ser electo Gobernador del Estado Sucre. | (PCV) Viannora Figueroa            |
| 74  | Erick Mago                    | Sucre             | PSUV           |                  | Integrante de Comisión Permanente de Contraloría. | (PSUV) Luis Napoleón Barrios       |
| 75  | Algencio Monasterio           | Sucre             | PSUV           |                  | Integrante de Comisión Permanente de Administración y Servicios. | (PSUV) Gloria García               |
| 76  | Ricardo Sanguino              | Táchira           | PSUV           |                  | Integrante de Comisión Permanente de Finanzas y Desarrollo Económico (Presidente). Diputado desde el año 2006. | (PSUV) José Luis Contreras         |
| 77  | Manuel Briceño                | Trujillo          | PSUV           |                  | Integrante de Comisión Permanente de Ambiente, Recursos naturales y Cambio climático (Presidente). Diputado desde el año 2006. | (PSUV) María Noguera               |
| 78  | Christian Zerpa               | Trujillo          | PSUV           |                  | Integrante de Comisión Permanente de Política Exterior, Soberanía e Integración. | (PSUV) Edgar Barreto               |
| 79  | José Morales                  | Trujillo          | PSUV           |                  | Integrante de Comisión Permanente de Política Interior (Vicepresidente). Integrante del Parlamento del Mercosur. | (PSUV) Oresteres de Leal           |
| 80  | Hughel Roa                    | Trujillo          | PSUV           |                  | Integrante de Comisión Permanente de Desarrollo Social Integral. | (PSUV) Indiana Román               |
| 81  | Oswaldo Vera                  | Vargas            | PSUV           |                  | Integrante de Comisión Permanente de Desarrollo Social Integral (Presidente). Diputado desde el año 2006. | (PSUV) Simón Escalona              |
| 82  | Odalis Monzón                 | Vargas            | PSUV           |                  | Integrante de Comisión Permanente de la Familia. | (PSUV) Patricia Toledo             |
| 83  | Gladys Requena                | Vargas            | PSUV           |                  | Integrante de Comisión Permanente de Cultura y Recreación (Presidenta). | (PSUV) Manuel Grillo               |
| 84  | Braulio Álvarez               | Yaracuy           | PSUV           |                  | Integrante de Comisión Permanente de Finanzas y Desarrollo Económico. Integrante del Parlamento del Mercosur. Diputado desde el año 2006. | (PSUV) Hayde Huérfano              |
| 85  | Néstor León Heredia           | Yaracuy           | PSUV           |                  | Integrante de Comisión Permanente de Defensa y Seguridad (Vicepresidente). Familiar del Gobernador Julio César León Heredia. | (PSUV) Joel Pineda                 |
| 86  | Yorman Aular                  | Yaracuy           | PSUV           |                  | Integrante de Comisión Permanente de Cultos y Régimen Penitenciario. | (PSUV) Alexander Rincón            |
| 87  | Carlos Gamarra                | Yaracuy           | PSUV           |                  | Integrante de Comisión Permanente de Desarrollo Social Integral. Integrante del Parlamento del Mercosur. Diputado desde el año 2006. | (PSUV) Pompeyo Aguilar             |
| 88  | Carmen Bohórquez              | Zulia             | PSUV           |                  | Integrante de Comisión Permanente de Política Exterior, Soberanía e Integración. Entra como Diputada principal en 2012, en sustitución de Francisco Arias Cárdenas, al este ser electo Gobernador del Estado Zulia. Integrante del Parlamento del Mercosur. | (PCV) Gustavo Lara                 |
| 89  | Jhony Bracho                  | Zulia             | PSUV           |                  | Integrante de Comisión Permanente de Contraloría. | (PSUV) Danilo Añez                 |
| 90  | Sergio Fuenmayor              | Zulia             | PSUV           |                  | Integrante de Comisión Permanente de Cultura y Recreación. | (PSUV) Wilfredo Luzardo            |
| 91  | Esteban Ramos                 | Indígena          | PSUV           | Conive           | Representante indígena de la región Sur. Integrante de Comisión Permanente de Pueblos Indígenas. Integrante del Parlamento del Mercosur. | (PSUV) Mercedes Maldonado          |
| 92  | José Luis González            | Indígena          | PSUV           | Conive           | Representante indígena de la región Oriente. Integrante de Comisión Permanente de Pueblos Indígenas (Presidente). | No tiene suplente                  |
| 93  | Jesús Paraqueima              | Estado Anzoátegui | PSUV           | PODEMOS          | Integrante de Comisión Permanente de Pueblos Indígenas (Vicepresidente). Excandidato a Alcalde del municipio Guanipa del estado Anzoátegui (2008). | (MPJ) Nemesio Villalobos           |
| 94  | William Ojeda                 | Miranda           | PSUV           | UNTC             | Integrante de Comisión Permanente de Cultos y Régimen Penitenciario (Vicepresidente). Integrante del Parlamento del Mercosur. Ex-Constituyente 1999, Excandidato a Alcalde del municipio Sucre del estado Miranda (2004), Ex-Precandidato al mismo cargo en las primarias de la MUD (2012). En el 2012 volvió a las filas del oficialismo. Fue separado de UNT. | (MPJ) Rafael Guzmán                |
| 95  | Carlos Flores                 | Monagas           | PSUV           | MIGATO           | Integrante de Comisión Permanente de Desarrollo Social Integral. Entra como diputado principal en 2013, en sustitución de María Mercedes Aranguren, al esta ser separada de su cargo tras allanársele su inmunidad Parlamentaria con el fin de enjuiciarla por supuestos hechos de corrupción. | No tiene suplente                  |
| 96  | Hernán Núñez                  | Sucre             | PSUV           | VPA              | Integrante de Comisión Permanente de Administración y Servicios (Vicepresidente). Excandidato a gobernador del estado Sucre (2012). Excandidato a Alcalde del municipio Sucre del estado Sucre, (2008). | (AD) José Contreras                |
| 97  | Yul Jaboul                    | Cojedes           | PCV            |                  | Integrante de Comisión Permanente de Política Exterior, Soberanía e Integración (Presidente). Entra como diputado principal en 2012, en sustitución de Érika Farías, al esta ser electa Gobernadora del Estado Cojedes. Integrante del Parlamento del Mercosur. | (PSUV) Alí Alberto Flores          |
| 98  | Óscar Figuera                 | Guárico           | PCV            |                  | Integrante de Comisión Permanente de Desarrollo Social Integral. Diputado desde el año 2006. Secretario General del PCV. | (PSUV) Lídice Altuve               |
| 99  | Edgar Lucena                  | Táchira           | PCV            |                  | Integrante de Comisión Permanente de Política Interior. Entra como diputado principal en 2011, en sustitución de Iris Varela, al esta ser designada Ministra del Poder Popular para el Servicio Penitenciario. | No tiene suplente                  |
| 1   | Carlos Andrés Michelangeli    | Anzoátegui        | AD             |                  | Integrante de Comisión Permanente de Energía y Petróleo. Excandidato a Alcalde delMunicipio Bolívar del estado Anzoátegui (2008, 2013). | (UNTC) Freddy Curupe               |
| 2   | Rodolfo Rodríguez             | Anzoátegui        | AD             |                  | Integrante de Comisión Permanente de Contraloría. | (APC) Carlos Vargas                |
| 3   | Antonio Barreto Sira          | Anzoátegui        | AD             |                  | Integrante de Comisión Permanente de Energía y Petróleo. Exalcalde del municipio Freites del estado Anzoátegui, Excandidato a Gobernador del Estado Anzoátegui (2004, 2012). | (MPV) Andrew Espejo                |
| 4   | Miriam de Montilla            | Apure             | AD             |                  | Integrante de Comisión Permanente de Poder Popular y Medios de Comunicación. Excandidata a Gobernadora del Estado Apure (2008, 2012). | (Independiente) Emma Solorzano     |
| 5   | Dennis Fernández              | Cojedes           | AD             |                  | Integrante de Comisión Permanente de Política Interior. Integrante del Parlamento del Mercosur. | (UNTC) Salomón Centeno             |
| 6   | Elieser Sirit                 | Falcón            | AD             |                  | Integrante de Comisión Permanente de Cultura y Recreación. | (COPEI) Miguel Ramón Castejón      |
| 7   | Edgar Zambrano                | Lara              | AD             |                  | Integrante de Comisión Permanente de Pueblos Indígenas. Exdiputado por el Estado Lara (2000). | (APC) Andrés Avelino Álvarez       |
| 8   | Williams Dávila               | Mérida            | AD             |                  | Integrante de Comisión Permanente de Política Exterior, Soberanía e Integración. Exgobernador del Estado Mérida (1984, 1995, 1998). Excandidato al mismo cargo (2004, 2008), Ex-Viceministro de Relaciones Interiores. | (COPEI) Jesús Alberto Barrios      |
| 9   | Tobías Bolívar                | Nueva Esparta     | AD             |                  | Integrante de Comisión Permanente de Defensa y Seguridad. | (MPJ) Buelvas Tamburini            |
| 10  | César Rincones                | Sucre             | AD             |                  | Integrante de Comisión Permanente de Finanzas y Desarrollo Económico. | (UNTC) José Noriega                |
| 11  | Leomagno Flores               | Táchira           | AD             |                  | Integrante de Comisión Permanente de Política Exterior, Soberanía e Integración. Abogado y especialista en derecho internacional. | (MAS) Walter Márquez               |
| 12  | Bernardo Guerra               | Vargas            | AD             |                  | Integrante de Comisión Permanente de Desarrollo Social Integral. | (Voluntad Popular) Juan Guaidó     |
| 13  | Hernán Alemán                 | Zulia             | AD             |                  | Integrante de Comisión Permanente de Administración y Servicios. Alcalde del Municipio Cabimas durante el periodo 1989-1996 y 1999-2008. Fue imputado por la Fiscalía 42 del Ministerio Público por los presuntos cargos de malversación genérica, peculado de uso y concierto ilícito con contratistas, por lo cual se busca su inhabilitación política, en lo que la MUD no está de acuerdo debido a la adquisición por parte de este de inmunidad parlamentaria. | (AD) Gualberto Mas y Rubí Peña     |
| 1   | Stalin González               | Distrito Capital  | UNTC           |                  | Integrante de Comisión Permanente de Defensa y Seguridad. Excandidato a Alcalde del Municipio Libertador de Caracas (2008), Ex-Precandidato al mismo cargo en las primarias de la MUD (2012), Secretario General de UNT en Caracas. Dirigente estudiantil. | (Independiente) Juan de Dios Rivas |
| 2   | Carlos Ramos Rivas            | Mérida            | UNTC           |                  | Integrante de Comisión Permanente de Contraloría. Economista. | (AD) Freddy Marcano                |
| 3   | Orlando Ávila                 | Nueva Esparta     | UNTC           |                  | Integrante de Comisión Permanente de Desarrollo Social Integral. Exalcalde del Municipio Maneiro del Estado Nueva Esparta (2000, 2004). | (MAS) Luis Longart                 |
| 4   | Enrique Catalán               | Trujillo          | UNTC           |                  | Integrante de Comisión Permanente de Ciencia, Tecnología e Innovación. Excandidato a Gobernador del Estado Trujillo, (2008). Presidente de UNT en ese estado. | (AD) Carmen Méndez                 |
| 5   | Omar Barboza                  | Zulia             | UNTC           |                  | Integrante de Comisión Permanente de Política Exterior, Soberanía e Integración. Exgobernador del estado Zulia (1985), Exdiputado del Congreso de la República (1998). Presidente de UNT. | (AD) Liz María Márquez             |
| 6   | Enrique Márquez               | Zulia             | UNTC           |                  | Integrante de Comisión Permanente de la Familia. Exdiputado por el Estado Zulia (2000). Vicepresidente Nacional de Organización de UNT. | (UNTC) Heliodoro Quintero          |
| 7   | Alfredo Osorio                | Zulia             | UNTC           |                  | Integrante de Comisión Permanente de Cultos y Régimen Penitenciario. Presidente de UNTC y coordinador de la MUD en el Estado Zulia. Dirigente y empresario deportivo. Vicepresidente y Socio del Equipo Gaiteros del Zulia. | (COPEI) Rogelio Boscán             |
| 8   | Juan Romero                   | Zulia             | UNTC           |                  | Integrante de Comisión Permanente de Pueblos Indígenas. | (AD) Ely Ramón Atencio             |
| 9   | William Barrientos            | Zulia             | UNTC           |                  | Integrante de Comisión Permanente de Poder Popular y Medios de Comunicación. Vicepresidente para la Participación Ciudadana de UNT en el Zulia. | (UNTC) Edwin Luzardo               |
| 10  | José Sánchez «Mazuco» Montiel | Zulia             | UNTC           |                  | Integrante de Comisión Permanente de Ambiente, Recursos naturales y Cambio climático. Fue sentenciado a 19 años de prisión en 2010 por los presuntos cargos de homicidio de un funcionario de la DIM el 2007. | (UNTC) Nora Bracho                 |
| 11  | Freddy Paz                    | Zulia             | UNTC           |                  | Integrante de Comisión Permanente de Cultura y Recreación. | (UNTC) Mavaline Baudino            |
| 12  | Elías Matta                   | Zulia             | UNTC           |                  | Integrante de Comisión Permanente de Finanzas y Desarrollo Económico. Ex director general de la alcaldía del municipio Maracaibo del estado Zulia, se desempeñó como alcalde encargado de este municipio tras ser declarada la vacante absoluta de Manuel Rosales. Exdiputado por el Estado Zulia (2000). | (UNTC) Víctor Ruz                  |
| 1   | Richard Arteaga               | Estado Anzoátegui | MPJ            |                  | Integrante de Comisión Permanente de Contraloría. Integrante del Parlamento del Mercosur. Miembro fundador de Primero Justicia en el Estado Anzoátegui. | (LA CAUSA R) Luis Mata             |
| 2   | Dinorah Figuera               | Distrito Capital  | MPJ            |                  | Integrante de Comisión Permanente de la Familia. | (ABP) «La Negra» Rosaura Sanz      |
| 3   | Julio Borges                  | Miranda           | MPJ            |                  | Integrante de Comisión Permanente de Administración y Servicios. Exdiputado por el Estado Miranda (2000). Dirigente y fundador de Primero Justicia. | (COPEI) Roberto Enríquez           |
| 4   | Juan Carlos Caldera           | Miranda           | MPJ            |                  | Integrante de Comisión Permanente de Política Interior. | (AP) José Antonio España           |
| 5   | Tomás Guanipa                 | Zulia             | MPJ            |                  | Integrante de Comisión Permanente de Defensa y Seguridad. Fue fundador de MPJ en el Estado Zulia. | (UNTC) Anaydee Morales             |
| 6   | Ismael García                 | Aragua            | MPJ            | AP               | Integrante de Comisión Permanente de Administración y Servicios. Diputado desde el año 1998), Excandidato de la MUD a Alcalde del municipio Libertador del Distrito Capital (2013). Exalcalde del municipio José Félix Ribas del estado Aragua (1992, 1995). Le retiró su apoyo a Hugo Chávez en 2007. | (AD) Margarita Rivero              |
| 7   | Gregorio Graterol             | Falcón            | MPJ            | Independiente    | Integrante de Comisión Permanente de Administración y Servicios. Excandidato a Gobernador del Estado Falcón (2008), (2012), Excandidato a Alcalde del municipio Miranda del estado Falcón (2004). | (COPEI) Moraima Galicia            |
| 8   | Hermes García                 | Sucre             | MPJ            | AP               | Integrante de Comisión Permanente de Cultos y Régimen Penitenciario. Diputado por el estado Sucre, (2000). | (MPJ) Juan Pablo Patiño            |
| 9   | Arcadio Montiel               | Indígena          | MPJ            | MIA-Zulia        | Representante indígena de la región Occidente. Integrante de Comisión Permanente de Pueblos Indígenas. Diputado desde el año 2006. Le retiró el apoyo a Hugo Chávez en 2007. | (Independiente) Jairo Silva        |
| 1   | Luis Barragan                 | Aragua            | COPEI          |                  | Integrante de Comisión Permanente de Cultura y Recreación. Entra como diputado principal en 2013, en sustitución de Richard Mardo, al este ser separado de su cargo tras allanársele su inmunidad parlamentaria para ser enjuiciado por presuntos cargos de corrupción. | No tiene suplente                  |
| 2   | Enrique Mendoza               | Miranda           | COPEI          |                  | Integrante de Comisión Permanente de Cultos y Régimen Penitenciario. Gobernador del Estado Miranda (1995, 1998, 2000), Excandidato al mismo cargo (2004), Ex-Precandidato al mismo cargo en las primarias de la MUD (2012), Exalcalde del municipio Sucre del estado Miranda (1989, 1992). | (AD) Ángel Medina                  |
| 3   | Gabino Paz                    | Táchira           | COPEI          |                  | Integrante de Comisión Permanente de Desarrollo Social Integral. Exalcalde del municipio Ayacucho del estado Táchira (2000, 2004). | (AP) Miguel Pizarro                |
| 4   | Jesús Abelardo Díaz           | Táchira           | COPEI          |                  | Integrante de Comisión Permanente de Contraloría. | (COPEI) Norman Labrador            |
| 5   | Homero Ruíz                   | Táchira           | COPEI          |                  | Integrante de Comisión Permanente de Ambiente, Recursos naturales y Cambio climático. Fue dirigente estudiantil. | (AD) Ana Haydée Useche             |
| 6   | Jacinto Romero Luna           | Estado Anzoátegui | COPEI          | JRL              | Integrante de Comisión Permanente de la Familia. Exalcalde del municipio Anaco del estado Anzoátegui (1989, 1992, 2000, 2004), Excandidato de la MUD al mismo cargo (2013), Exconcejal y Exlegislador. | (Independiente) Juan de Sousa      |
| 7   | Morel Rodríguez               | Nueva Esparta     | COPEI          | AD               | Integrante de Comisión Permanente de Política Exterior, Soberanía e Integración. Ex-Legislador estadal. Hijo del Exgobernador Morel Rodríguez Ávila | (Independiente) Héctor Mata        |
| 1   | Carlos Berrizbeitia           | Carabobo          | PRVZL          |                  | Integrante de Comisión Permanente de Ciencia, Tecnología e Innovación. Exdiputado por el Sucre (2000), Excandidato a Alcalde del municipio Sucre del estado Sucre (2004). | (AD) Manuel Román                  |
| 2   | Deyalitza Aray                | Carabobo          | PRVZL          |                  | Integrante de Comisión Permanente de Contraloría. | (PRVZL) Eduardo Pino               |
| 3   | Vestalia Sampedro de Araujo   | Carabobo          | PRVZL          |                  | Integrante de Comisión Permanente de Finanzas y Desarrollo Económico. Exdiputada por el Estado Carabobo (2000). | (PRVZL) Belkis Ramos               |
| 1   | Andrés Velásquez              | Bolívar           | LA CAUSA R     |                  | Integrante de Comisión Permanente de Contraloría. Exgobernador del Estado Bolívar (1989, 1992), Exdiputado por el estado Anzoátegui (2000), Excandidato presidencial (1983, 1988, 1993), Excandidato de la MUD a Gobernador del Estado Bolívar (2012, 2008). Excandidato a Gobernador del Estado Anzoátegui (1998, 2000). Dirigente sindical. | (AD) Freddy Valera                 |
| 2   | Américo de Grazia             | Bolívar           | LA CAUSA R     |                  | Integrante de Comisión Permanente de Energía y Petróleo. Excandidato a Alcalde del Municipio Piar del Estado Bolívar (2004, 2008). | (COPEI) Manuel de González         |
| 3   | Alfredo Ramos                 | Lara              | LA CAUSA R     |                  | Integrante de Comisión Permanente de Desarrollo Social Integral. Excandidato presidencial (1998). Candidato de la MUD a Alcalde del municipio Iribarren del estado Lara (2013, 2004, 2008). | (UNTC) Guillermo Palacios          |
| 1   | Julio Haron Ygarza            | Amazonas          | MPV            | PPT              | Integrante de Comisión Permanente de Ciencia, Tecnología e Innovación. Diputado desde el año 2006. Licenciado en Relaciones Industriales, perteneciente a la etnia Baniva. | (MPV) Stephen Alassad              |
| 2   | Nirma Guarulla                | Amazonas          | MPV            | PPT              | Integrante de Comisión Permanente de Pueblos Indígenas. expresidenta del Consejo Legislativo del Estado Amazonas. Enfermera y docente. Hermana del Gobernador Liborio Guarulla. | (MPV) Lizett Fernández             |
| 1   | Julio César Reyes             | Barinas           | AP             | GE               | Integrante de Comisión Permanente de Finanzas y Desarrollo Económico. Integrante del Parlamento del Mercosur. Exalcalde del municipio Barinas del estado Barinas (2000, 2004), Excandidato a gobernador del estado Barinas (2008, 2012). Fue elegido diputado por GE, pero antes de iniciar el período de sesiones en la AN pasó a UNT y luego a AP. | (AD) Andrés Eloy Camejo            |
| 1   | Richard Blanco                | Distrito Capital  | ABP            |                  | Integrante de Comisión Permanente de Ciencia, Tecnología e Innovación. Ex-Precandidato a Alcalde del municipio Libertador del Distrito Capital en las primarias de la MUD (2012), Ex-prefecto de la Alcaldía Mayor de Caracas. Estuvo privado de libertad por los presuntos cargos de comisión de lesiones graves e instigación a delinquilir en una marcha realizada contra la LOE en 2009.                                                                        | (AD) Óscar Ronderos                |
| 1   | Biagio Pilieri                | Yaracuy           | CONVERGENCIA   |                  | Integrante de Comisión Permanente de Poder Popular y Medios de Comunicación. Exalcalde del municipio Bruzual del Estado Yaracuy (2000). Excandidato al mismo cargo (2004). Excandidato a gobernador del estado Yaracuy, (2012). Su elección permitió su liberación, gracias a la inmunidad parlamentaria. | (CONVERGENCIA) Juan José Caldera   |
| 1   | José Manuel González          | Guárico           | Independiente  |                  | Integrante de Comisión Permanente de Finanzas y Desarrollo Económico. Excandidato a gobernador del estado Guárico (2012). Dirigente gremial de Fedecámaras. | (AD) Carlos Prosperi               |
| 2   | Eduardo Gómez Sigala          | Lara              | Independiente  |                  | Integrante de Comisión Permanente de Política Interior. Exconcejal del municipio Iribarren del estado Lara, Ex-primer Secretario de la Embajada de Venezuela en la ONU. Empresario. Productor Agropecuario. | (MPJ) Alejandro Romero             |
| 3   | Miguel Ángel Rodríguez        | Táchira           | Independiente  |                  | Integrante de Comisión Permanente de Cultura y Recreación. Ex-Moderador del programa «la Entrevista» de la televisora RCTV. Periodista. | (COPEI) Eduardo Marín              |
| 4   | Marcos Figueroa               | Estado Anzoátegui | Independiente  | DALE             | Integrante de Comisión Permanente de Poder Popular y Medios de Comunicación. Excandidato de la MUD a Alcalde del municipio Sotillo del estado Anzoátegui (2013). Excandidato al mismo cargo (2008). | (Independiente) Jesús González     |
| 5   | Francisco Javier Soteldo      | Carabobo          | Independiente  | MPJ              | Integrante de Comisión Permanente de Desarrollo Social Integral. Entra como diputado principal en 2014, en sustitución de Michelle Cocchiola, al ser este electo Alcalde del Municipio Valencia. Integrante del Parlamento del Mercosur. | No tiene suplente                  |
| 6   | Juan García                   | Monagas           | Independiente  | AD               | Integrante de Comisión Permanente de Ambiente, Recursos naturales y Cambio climático. | (AD) Wilfredo Febres               |
| 7   | Iván Colmenares               | Portuguesa        | Independiente  | MAS              | Integrante de Comisión Permanente de Ambiente, Recursos naturales y Cambio climático. Exgobernador del Estado Portuguesa (1995, 1998). Excandidato al mismo cargo (2004, 2012). | (COPEI) Pedro Pablo Fernández      |
| 8   | Hiran Gaviria                 | Aragua            | Independiente  | UNTC             | Integrante de Comisión Permanente de Política Interior. Integrante del Parlamento del Mercosur. Ex-Embajador de Venezuela ante Francia y la UNESCO. Exministro de Agricultura y Cría (1993). | (PRVZL) José Hernández             |
| 9   | Alfonso Marquina              | Miranda           | Independiente  | UNTC             | Integrante de Comisión Permanente de Finanzas y Desarrollo Económico. Exdiputado por el estado Sucre (2000). Exmiembro de la dirección nacional de UNT. | (MPJ) Fernando Peña                |
| 10  | Julio Montoya                 | Zulia             | Independiente  | UNTC             | Integrante de Comisión Permanente de Energía y Petróleo. Exdiputado por el Estado Zulia (2000, 1993). Exmiembro de la dirección nacional de UNT. | (UNTC) Gustavo Fernández           |
| 1   | Jesús Enrique Domínguez       | Monagas           | MIGATO         | PSUV             | Integrante de Comisión Permanente de Ambiente, Recursos naturales y Cambio climático. | (MIGATO) Patricia Martín           |
| 2   | Nelson Rodríguez Parra        | Monagas           | MIGATO         | PSUV             | Integrante de Comisión Permanente de Política Interior. | (PSUV) César Gutiérrez             |
| 1   | Ricardo Sánchez Mujica        | Miranda           | APC            | Independiente    | Integrante de Comisión Permanente de Política Interior. Entra como diputado principal en 2014, en sustitución de María Corina Machado, al esta ser separada de su cargo tras ser nombrada embajadora alterna de Panamá ante la OEA por el gobierno de ese país. expresidente de la FCU de la UCV (2009). | No tiene suplente                  |

## Directiva
En 2011, el PSUV, primera bancada del parlamento venezolano, anunció sus candidatos para asumir la directiva de la Asamblea Nacional para el período anual de sesiones, proponiendo a los diputados Fernando Soto Rojas; Aristóbulo Istúriz y Blanca Eekhout para la presidencia, primera vicepresidencia y segunda vicepresidencia, respectivamente; siendo ratificada la propuesta en la instalación de la Asamblea Nacional (sesión del 5 de enero de 2011).
El 5 de enero de 2012, la mayoría parlamentaria conformada por diputados del PSUV, PCV y UPV, eligió la Junta Directiva de la Asamblea Nacional para el período anual de sesiones, designando como presidente al diputado Diosdado Cabello;  ratificando a Aristóbulo Istúriz y Blanca Eekhout en la primera vicepresidencia y segunda vicepresidencia, respectivamente y  designando como Secretario de la Asamblea Nacional a Fidel Ernesto Vásquez, siendo el único de la Junta Directiva quien cumplió todo el periodo legislativo. .
| Periodo   | Presidente                 | Primer Vicepresidente     | Segundo Vicepresidente | Observaciones |
| --------- | -------------------------- | ------------------------- | ---------------------- | --- |
| 2011-2012 | Fernando Soto Rojas - PSUV | Aristóbulo Istúriz - PSUV | Blanca Eekhout - PSUV  | |
| 2012-2013 | Diosdado Cabello - PSUV    | Aristóbulo Istúriz - PSUV | Blanca Eekhout - PSUV  | Darío Vivas es elegido como primer vicepresidente provisional, en sustitución de Aristóbulo Istúriz. Tras resultar este electo como gobernador del Estado Anzoátegui el 16 de diciembre de 2012. |
| 2013-2014 | Diosdado Cabello - PSUV    | Darío Vivas - PSUV        | Blanca Eekhout - PSUV  | |
| 2014-2015 | Diosdado Cabello - PSUV    | Elvis Amoroso - PSUV      | Blanca Eekhout - PSUV  | |
| 2015-2016 | Diosdado Cabello - PSUV    | Elvis Amoroso - PSUV      | Tania Díaz - PSUV      | |